# سباق باريس روبيه 1931

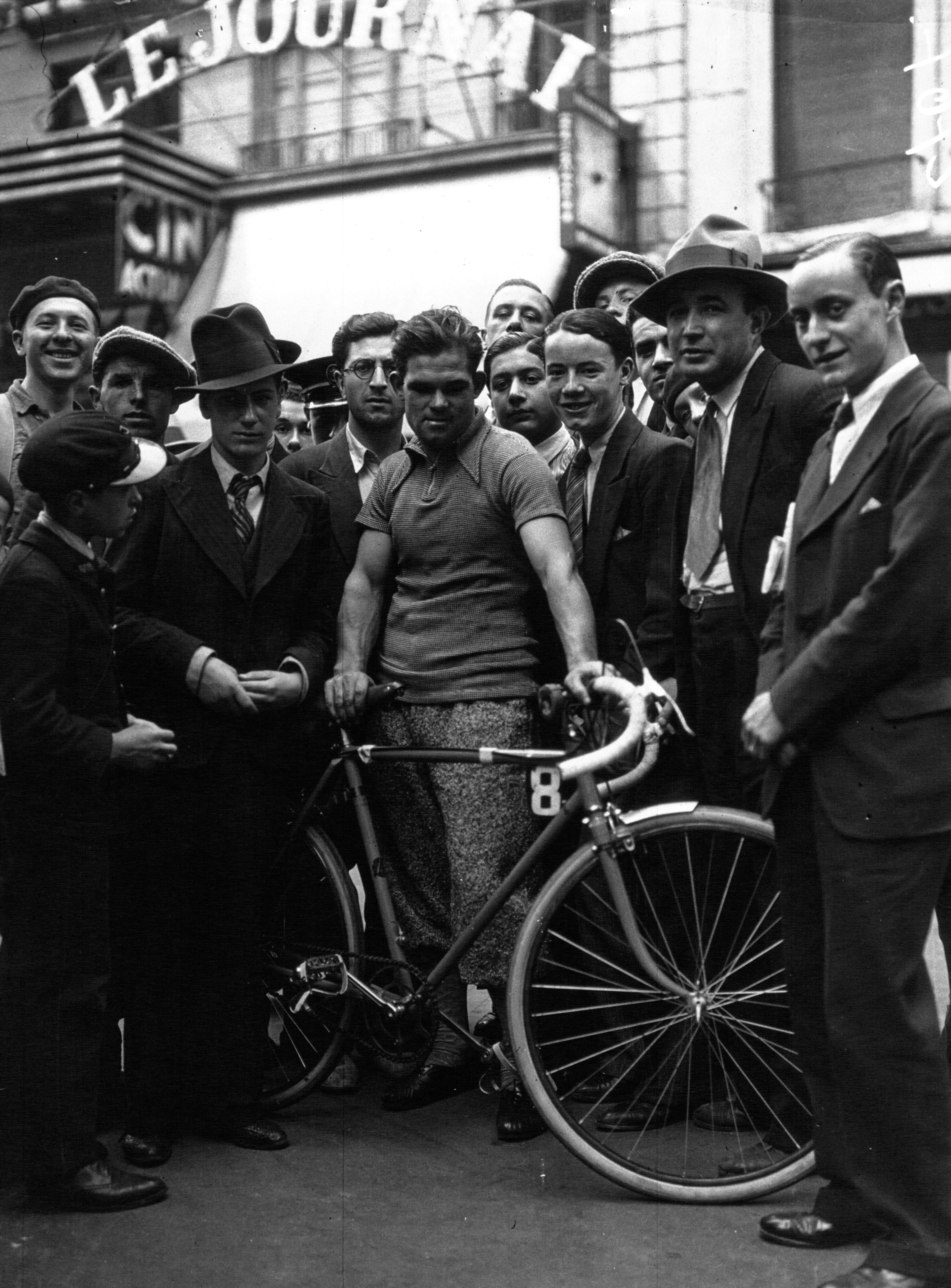

سباق باريس روبيه 1931 (بالإنجليزية: 1931 Paris–Roubaix)‏ هو سباق دراجات هوائية، وهو الموسم رقم 32 من السباق، وأقيم في 5 أبريل 1931، وامتدّ لمسافة 256 كيلومتر، وهو من نوع سباق يوم واحد.
فاز فيه بالمركز الأول Gaston Rebry ‏، وبالمركز الثاني تشارلز باليسر، وبالمركز الثالث Emile Decroix ‏.

## الفائزون
| الترتيب | الفائز         |
| ------- | -------------- |
| الفائز  | Gaston Rebry ‏  |
| الثاني  | تشارلز باليسر  |
| الثالث  | Émile Decroix ‏ |